# Cameroun aux Jeux olympiques d'été de 2020
Le Cameroun participe aux Jeux olympiques de 2020 à Tokyo au Japon. Il s'agit de sa 15e participation à des Jeux d'été.
Le Comité international olympique autorise à partir de ces Jeux à ce que les délégations présentent deux porte-drapeaux, une femme et un homme, pour la cérémonie d'ouverture. La lutteuse Joseph Essombe et le boxeur Albert Mengue Ayissi sont nommés porte-drapeaux de la délégation camerounaise.

## Athlètes engagés
| Sport           | Hommes | Femmes | Total |
| --------------- | ------ | ------ | ----- |
| Athlétisme      | 1      | 0      | 1     |
| Boxe            | 3      | 0      | 3     |
| Haltérophilie   | 0      | 2      | 2     |
| Judo            | 0      | 2      | 2     |
| Lutte           | 0      | 1      | 1     |
| Natation        | 1      | 1      | 2     |
| Tennis de table | 0      | 1      | 1     |
| Total           | 5      | 7      | 12    |

## Résultats

### Athlétisme
Le Cameroun bénéficie d'une place attribuée au nom de l'universalité des Jeux. Emmanuel Eseme dispute le 200 mètres masculin.
| Athlète        | Épreuve        | Séries      | Séries | Demi-finales | Demi-finales | Finale  | Finale  |
| Athlète        | Épreuve        | Temps       | Rang   | Temps        | Rang         | Temps   | Rang    |
| -------------- | -------------- | ----------- | ------ | ------------ | ------------ | ------- | ------- |
| Emmanuel Eseme | 200 m masculin | 20 min 65 s | 4e     | Éliminé      | Éliminé      | Éliminé | Éliminé |

### Boxe
| Athlète               | Catégorie                    | 1/16e de finale      | 1/8e de finale       | Quart de finale     | Demi-finale         | Finale              | Rang    |
| Athlète               | Catégorie                    | Adversaire Résultat  | Adversaire Résultat  | Adversaire Résultat | Adversaire Résultat | Adversaire Résultat | Rang    |
| --------------------- | ---------------------------- | -------------------- | -------------------- | ------------------- | ------------------- | ------------------- | ------- |
| Albert Mengue Ayissi  | Welters hommes (-69 kg)      | Dlamini Victoire RSC | Walsh Défaite 0-5    | Éliminé             | Éliminé             | Éliminé             | Éliminé |
| Wilfried Seyi         | Moyens hommes (-75 kg)       | Tshama Défaite 2-3   | Éliminé              | Éliminé             | Éliminé             | Éliminé             | Éliminé |
| Maxime Yegnong Njieyo | Super-lourds hommes (+91 kg) | Exempté              | Veriasov Défaite 0-5 | Éliminé             | Éliminé             | Éliminé             | Éliminé |

### Haltérophilie
| Athlète              | Compétition | Arraché  | Arraché | Épaulé-jeté | Épaulé-jeté | Total  | Rang |
| Athlète              | Compétition | Résultat | Rang    | Résultat    | Rang        | Total  | Rang |
| -------------------- | ----------- | -------- | ------- | ----------- | ----------- | ------ | ---- |
| Jeanne Gaëlle Eyenga | -76 kg      | 91 kg    | 12e     | 111 kg      | 11e         | 202 kg | 11e  |
| Clémentine Meukeugni | -87 kg      | 99 kg    | 12e     | 125 kg      | 10e         | 224 kg | 11e  |

### Judo
| Athlète                          | Compétition    | 1er tour                     | 2e tour             | Quart de finale     | Demi-finale         | Repêchage 1         | Repêchage 2         | Finale              | Rang     |
| Athlète                          | Compétition    | Adversaire Résultat          | Adversaire Résultat | Adversaire Résultat | Adversaire Résultat | Adversaire Résultat | Adversaire Résultat | Adversaire Résultat | Rang     |
| -------------------------------- | -------------- | ---------------------------- | ------------------- | ------------------- | ------------------- | ------------------- | ------------------- | ------------------- | -------- |
| Ayuk Otay Arrey Sophina          | Moins de 70 kg | Kim Seong-yeon Défaite 00-10 | Éliminée            | Éliminée            | Éliminée            | Éliminée            | Éliminée            | Éliminée            | Éliminée |
| Hortence Vanessa Mballa Atangana | Plus de 78 kg  | Kayra Sayit Défaite 00-01    | Éliminée            | Éliminée            | Éliminée            | Éliminée            | Éliminée            | Éliminée            | Éliminée |

### Lutte
| Athlète        | Compétition  | Huitièmes de finale | Quarts de finale    | Demi-finales        | Repêchage           | Finale 3e place Classement | Finale 3e place Classement |
| Athlète        | Compétition  | Adversaire Résultat | Adversaire Résultat | Adversaire Résultat | Adversaire Résultat | Adversaire Résultat        | Rang                       |
| -------------- | ------------ | ------------------- | ------------------- | ------------------- | ------------------- | -------------------------- | -------------------------- |
| Joseph Essombe | 53 kg femmes | Mukaida Défaite 0-4 | Non qualifié        | Non qualifié        | Zasina Victoire 3-1 | Bolortuyaa Défaite 1-4     | 5e                         |

### Natation
| Athlète                  | Épreuve                  | Séries  | Séries | Demi-finales | Demi-finales | Finale   | Finale   |
| Athlète                  | Épreuve                  | Temps   | Rang   | Temps        | Rang         | Temps    | Rang     |
| ------------------------ | ------------------------ | ------- | ------ | ------------ | ------------ | -------- | -------- |
| Charly Ndjoume           | 50 m nage libre masculin | 27 s 22 | 64e    | Éliminé      | Éliminé      | Éliminé  | Éliminé  |
| Norah Elisabeth Milanesi | 50 m nage libre féminin  | 26 s 41 | 44e    | Éliminée     | Éliminée     | Éliminée | Éliminée |

### Tennis de table
| Athlète(s)    | Compétition  | Tour préliminaire                                            | 1er tour         | 2e tour          | 3e tour          | 4e tour          | Quarts de finale | Demi-finales     | Finale           | Finale   |
| Athlète(s)    | Compétition  | Adversaire Score                                             | Adversaire Score | Adversaire Score | Adversaire Score | Adversaire Score | Adversaire Score | Adversaire Score | Adversaire Score | Rang     |
| ------------- | ------------ | ------------------------------------------------------------ | ---------------- | ---------------- | ---------------- | ---------------- | ---------------- | ---------------- | ---------------- | -------- |
| Sarah Hanffou | Simple dames | Polina Trifonova Défaite 1-4 (11-8, 8-11, 6-11, 5-11, 10-12) | Éliminée         | Éliminée         | Éliminée         | Éliminée         | Éliminée         | Éliminée         | Éliminée         | Éliminée |